# Əski İqrığ
Əski İqrığ (hay còn gọi là Əski İqriq, Aski Igrykh, Ezki-Igrik, và Kevna-Igrykh’) là một làng đô thị thuộc vùng Quba của Azerbaijan. Có dân số là 325 người.